# Haruka Kajū
Haruka Kajū (jap. 嘉重春樺 Kajū Haruka; ur. 26 lutego 2000) – japońska judoczka. 
Złota medalistka mistrzostw świata w 2025. Wygrała mistrzostwa Azji w 2025. Trzecia na mistrzostwach kraju w 2023 roku.